# شش غزل از حافظ
شش غزل از حافظ کتاب مصوری با تصویرگری بهرام خائف بر روی شش غزل از غزلیات حافظ به مناسبت کنگره جهانی بزرگداشت حافظ در ششصدمین سالگرد زاد روز حافظ در سال ۱۳۶۷
توسط انتشارات کانون پرورش فکری کودکان و نوجوانان منتشر شد. جعفر ابراهیمی این آلبوم تصویری را از ماندنی‌ترین آثار این هنرمند می‌داند. این کتاب به همراه کتاب حکایت‌نامه جزو کارهای برجسته این هنرمند می‌باشد که با استقبال منتقدان و خوانندگان همراه بوده‌است.

## تصويرها
بهرام خائف از تکنيک آبرنگ برای خلق تصاوير اين کتاب استفاده کرده است. وی بااستفاده از اين تکنيک لايه های شفافی بوجود آورده که هر يک تصويری از شعر مربوطه است. تعدد لايه ها باعث ايجاد احساس سه بعدی بودن تصويرها و کنترل بروی غلظت رنگها سبب ايجاد حس بافتهای گوناگونی شده است. به نظر شکوه حاجی نصرالله اين تکنيک و روش تعدد لايه ها و و ايجاد عمق، کمک کرده است به احساس گذر طولانی زمان بر اشعار حافظ در اين تصاوير. 
در تصوير غزل اول بافت سياه رنگی شبيه تارپود پارچه بروی تصوير دروازه قرآن احساس غربت و دوری ازديار تشريح شده حافظ در اين غزل را نشان می دهد. در تصاوير غزل دوم ، سوم و چهارم حرکت و ضربه قلموی آبرنگ (يا هر ابزار استفاده شده) بافت هايی در چندلايه و رنگ بوجود آورده است و از اين بافتها برای ساختار اجزای تصاوير استفاده شده است. اين روش در تصوير غزل دوم و سوم برای بوجود آوردن طرح وشکلی از درخت استفاده شده است. شيوه و تکنيک تشريح شده گذرزمان توسط شکوه حاجی نصرالله به راحتی در تصوير غزل آخر قابل تشخيص است با توجه به تشريح حافظ درباره گذر از شرايط ناخوشايند در متن غزل.

## جوایز
بهرام خائف دیپلم افتخار کمیسیون بین‌المللی کتاب برای کودکان و نوجوانان IBBY-International Board on Books for Young People رادرسال ۱۳۶۹خورشیدی (۱۹۹۰میلادی) برای تصویرگری شش غزل از حافظ دریافت کرد.
کمیسیون بین‌المللی کتاب برای کودکان و نوجوانان (دفتر بین‌المللی کتاب برای نسل جوان) فهرستی دوسالانه ای از آثار برجسته در رشته نویسندگی٬تصویرگری و ترجمه برای ادبیات کودکان در سطح بین‌المللی منتشر می‌کند که شامل جوایز ارزشمندی چون جایزه هانس کریستیان آندرسن٬جایزه ترویج مطالعه آساهی و لیست/فهرست افتخار کمیسیون بین‌المللی کتاب برای کودکان و نوجوانان می‌باشد. هدف این انجمن از این جوایز تشویق و ترویج ادبیات کودکان با کیفیت و حمایت از حق کودکان به دسترسی به مطالعه می‌باشد. این دفتر تحت حمایت یونیسف فعالیت می‌کند و نامزدهای جوایز و لیست‌های خود را به کمک شعب ملی این دفتر در کشورهای مختلف جمع‌آوری می‌کند. در ایران شورای کتاب کودک لیست کاندیداها را تهیه می‌کند. بهرام خائف علاوه بر کتاب شش غزل از حافظ همچنین در سال ۱۳۷۹ (۲۰۰۲) به خاطر تصویرگری کتاب دنیای رنگین کمان در لیست افتخار کمیسیون بین‌المللی کتاب برای کودکان و نوجوانان قرار گرفت. تصویرگران ایرانی مانند نورالدین زرین‌کلک برای تصویرگری زال و سیمرغ(۱۳۵۱)و وقتی که من بچه بودم(۱۳۵۳)٬حسین محجوبی برای افسانه باران در ایران (۱۳۵۵)، بهمن دادخواه برای افسانه (۱۳۵۷)٬سیمین شهروان برای رسم ما، سهم ما(۱۳۶۳)٬نیره تقوی برای زیباترین آواز(۱۳۶۵)٬ابوالفضل همتی آهویی برای سرخ و صورتی (۱۳۶۹)، فیروزه گل محمدی برای شغالی که در خم رنگ افتاد (۱۳۷۱)، سارا ایروانی برای افسانه درخت خرما و بز(۱۳۷۳)٬ویدا لشکری فرهادی برای قصه‌های من و مامان (۱۳۷۵)٬پژمان رحیمی زاده برای دیوانه و چاه (۱۳۸۰)٬فرشید شفیعی برای شهرزاد و بچه‌های قصه گو (۱۳۸۱)٬مرتضی زاهدی برای شب بخیر فرمانده (۱۳۸۳)٬علی بوذری برای روباه دم بریده (۱۳۸۵)٬علیرضا گلدوزیان برای خرس دانا چرا به این روز افتاده بود (۱۳۸۸)٬راشین خیریه برای دیگر در خانه پسرک هفت صندلی بود (۱۳۸۸)٬مانلی منوچهری برای زال و سیمرغ (۱۳۹۲)و نازنین عباسی برای احتیاط! خطر حمله موش‌ها و دیگران (۱۳۹۳) برنده این دیپلم افتخار شده‌اند.

## عنصر شعر در آثار بهرام خائف
بسیاری از کارهای بهرام خائف در کانون برگرفته از کتابهای شعر می‌باشد. وی بیان می‌کند که شعر به عنوان یک هنر فراگیر نزدیکی زیادی به نقاشی دارد و از این رو علاقه وی به شعر بیش از بقیه هنرها است.

## نظر منتقدان درباره شش غزل از حافظ
جعفر ابراهیمی که انتخاب اشعار شش غزل از حافظ را به عهده داشته از این کار به عنوان حرکتی تازه در آثار دهه شصت بهرام خائف یاد می‌کند و این آلبوم را به نوعی برداشت شخصی وی می‌داند. جلاالدین اکرمی این اثرهنرمند را دارای نگاهی کاملاً تازه و به شدت آشنایی زدایی می‌داند. همسر این هنرمند (آذر نادری) نقل می‌کند که بهرام همیشه اعتقاد داشت که تصویر باید جدید باشد وبرخلاف عموم که حافظ را پیرمردی گوشه نشین می‌بینند وی در تلاش برای ساخت تصویر و ذهنیت نو از حافظ بوده‌است. شکوه حاجی نصرالله اعتقاد دارد که این هنرمند با استفاده از لایه‌های شفاف آبرنگ به تصاویر این کتاب بُعد و عمق داده‌است و تکنیک آبرنگ برای این اثر را با فضای تخیل برانگیز غزل‌ها هماهنگ می‌داند. وی لایه‌های شفاف روی هم قرار گرفته این اثر را برگرفته از چرخه زمان در اشعار حافظ می‌بیند. پرویز اقبالی بیان می‌کند که بیشتر تصویرسازیهای تاریخی تصویرگری مثنوی است تا غزل و قصیده و تصویرگری شعر حافظ بسیار سخت است. جمال‌الدین اکرمی بیان می‌کند که بهرام خائف در تصویرگری شعراز نمادهای واقعی و محض دوری کرده و به بیان انتزاعی/خیال‌گرا روی آورده‌است؛ به نوعی که در تصویرگری کتاب شش غزل از حافظ به اوج زیبایی و تخیل در شعر دست یافته‌است و به یکی از برجسته‌ترین تصویرگران متن‌های شعر در ادبیات کودکان و نوجوانان تبدیل شده‌است.

## اشعار آلبوم
| نمازِ شامِ غریبان چو گریه آغازم
| کی شعر تر انگیزد خاطر که حزین باشد
| درخت دوستی بنشان که کام دل ببار آرد
| مزرع سبز فلک دیدم و داس مه نو
| سحر با باد می‌گفتم حدیث آرزومندی
| روز هجران و شب فرقت یار آخر شد